# Pilar Marie Victoria
Pilar Marie Victoriá López (ur. 11 października 1995 w Caguas, zm. 29 sierpnia 2024 w Bursie) – portorykańska siatkarka, reprezentantka kraju, grająca na pozycji przyjmującej.
Przed sezonem 2024/2025 podpisała kontrakt z tureckim klubem Nilüfer Belediyespor, który ma swoją siedzibę w Bursie. Pod koniec sierpnia 2024 roku trenowała wraz klubem do sezonu. 29 sierpnia nie pojawiła się na porannym treningu swojego nowego zespołu, gdzie potem została znaleziona martwa w swoim nowym mieszkaniu.
Jej o 7 lat młodsza siostra Sofía, również jest siatkarką.
Jej partnerem życiowym był kubański siatkarz Roamy Alonso.
Działacze klubu Nilüfer Belediyespor upamiętnili siatkarkę nadając jej imieniem halę treningową klubu.

## Kariera klubowa
| Lata                   | Klub                          |
| ---------------------- | ----------------------------- |
| 2013–2015              | University of Texas at Austin |
| 2015–2017              | University of Arkansas        |
| 2018–2018 (od 01.2018) | P2P Givova Baronissi          |
| 2018–2019              | Béziers Volley                |
| 2019–2019              | Criollas de Caguas            |
| 2019–2020              | Fatum Nyíregyháza             |
| 2020–2022              | VBC Chamalières               |
| 2022–2023              | Criollas de Caguas            |
| 2023–2024              | Béziers Volley                |

## Sukcesy klubowe
NCAA - Big 12 Conference:
- 2014, 2015

Mistrzostwo Portoryko:
- 2019[16]
- 2022

## Sukcesy reprezentacyjne
Mistrzostwa Ameryki Północnej, Środkowej i Karaibów Kadetek:
- 2010[17]

Puchar Panamerykański:
- 2023[18]
- 2017[19]

Igrzyska Ameryki Środkowej i Karaibów:
- 2023[20]
- 2018

Mistrzostwa Ameryki Północnej, Środkowej i Karaibów:
- 2021[21]